# Скворцов-Степанов, Иван Иванович

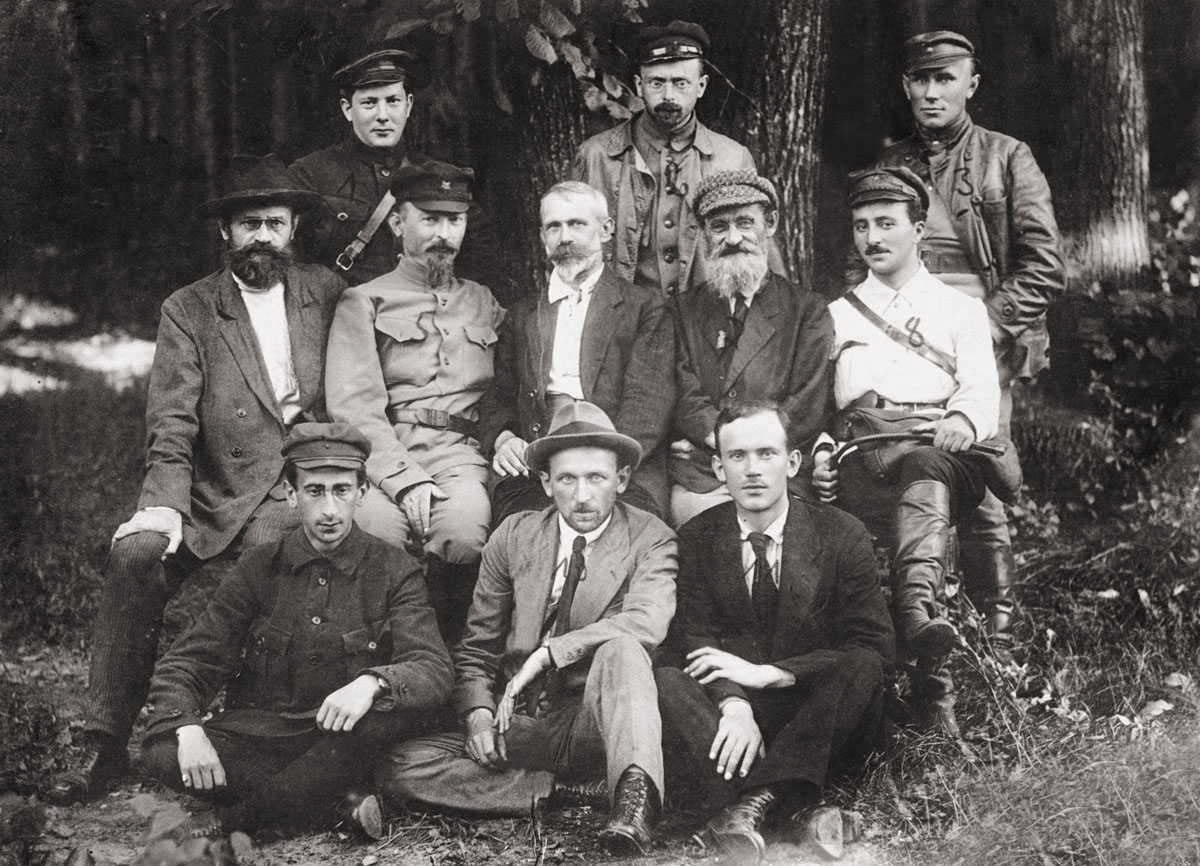
Члены Полревкома. 1920 г. Иван Скворцов в среднем ряду, первый слева

Ива́н Ива́нович Скворцо́в-Степа́нов (настоящая фамилия — Скворцов, литературный псевдоним — И. Степанов), 24 февраля [8 марта] 1870, Московская губерния — 8 октября 1928, Сочи) — советский государственный и партийный деятель, историк, экономист, в 1917 году — первый народный комиссар финансов РСФСР.

## Биография
Родился 24 февраля (8 марта) 1870 года в деревне Мальцево-Бродово (также Малцебродово (1774), Мальцо-Бродовцо (I860), Мальце-Бродово (1908), Мальцево (1926)) Богородского уезда Московской губернии (ныне посёлок Лесные Поляны Пушкинского района Московской области). Сын фабричного служащего.
В 1887 году поступил в Московский учительский институт. Институт готовил преподавателей училищ. Обучение длилось три года. Воспитанники, содержавшиеся на казённый счёт, по окончании должны были прослужить не менее шести лет учителем городского училища по назначению начальства.
Осенью 1890 года сын конторщика И. И. Скворцов, окончив с золотой медалью Московский учительский институт, был назначен учителем в начальное 4-классное городское училище, располагавшееся на Арбате.
Посещал вольнослушателем Московский университет, общался в политических кружках московской молодежи. В спорах между марксистами и народниками выступал на стороне последних, считая себя народником. «Голодный 1891—1892 г. сыграл решающую роль в развитии нашего поколения. Пассивно голодающая и молчаливо умирающая деревня, — нет, это не тот рычаг, который мог бы двинуть общественное развитие» писал Степанов в воспоминаниях 1919 года.
Осенью 1894 года участвовал в акции протеста против речи известного историка профессора В. О. Ключевского, которую тот произнес на заседании в Обществе истории и древностей Российских при Московском университете по поводу смерти императора Александра III.
В ночь с 3 на 4 мая 1895 года был арестован и привлечён по делу об обнаружении в Москве лаборатории для изготовления метательных снарядов. Полиция подозревала группу молодых людей во главе со студентом Иваном Спиридоновичем Распутиным в подготовке покушения на жизнь императора Николая II. В качестве свидетеля был привлечён его брат Николай Скворцов, который рассказал, что он познакомился с Распутиным осенью 1894 года чрез брата своего Ивана. Ивана Скворцова арестовали, полгода продержали в тюрьме и весной 1896 года выслали в Тулу под надзор полиции. В Туле он сблизился с Владимиром Рудневым и Александром Малиновским и примкнул к социал-демократам. Позже вступил в РСДРП. Большевик.
В феврале 1899 года кончился срок ссылки. Скворцову было разрешено жить везде, кроме столиц, университетских и промышленных городов. Вначале он уехал на 4 месяца за границу, а по возвращении поселился в Калуге.
В 1900 был вновь арестован и отвезен в Москву, в связи с делом «харьковского кружка интеллигентов-пропагандистов». Кроме него по этому делу были привлечены Богданов, Базаров, Авилов, Бобровский, Череванин, Кириллов, Л. Никифоров и др. Однако веских доказательств его вины не нашлось, и он был отпущен.
Осенью 1901 года истёк двухгодичный срок запрета проживать в промышленных городах, и Скворцов поселился в Подольске. 27 сентября 1901 года Скворцов с группой единомышленников собрались на московской квартире Л. Никифорова для организации Московского комитета социал-демократической партии, но были задержаны жандармами. Был сослан в Сибирь, в город Ачинск.
В конце 1904 года вернулся из сибирской ссылки и занялся организационно-пропагандистской работой в московской большевистской организации. Весной 1905 года читал лекции в Москве, Серпухове и Подольске. С осени 1905 года входил в состав литературно-лекторской группы при МК РСДРП, организовавшуюся в марте 1905 года. Фактический главный редактор газеты «Борьба». Первый номер «Борьбы» вышел 27 ноября 1905 года.
В 1906 году принимал участие в работе редакции газеты «Волна» выходившей в Петербурге.
В январе 1907 года по поручению В. И. Ленина, к которому он ездил в Финляндию, в Куоккала, написал статью «К вопросу о блоках и соглашениях».
В 1907—1909 годах публикуется перевод «Капитала» К. Маркса, выполненный Скворцовым-Степановым, Александром Богдановым и Владимиром Базаровым. Впоследствии Ленин считал этот вариант перевода лучшим.
7 октября 1910 о сложении депутатских полномочий в Государственной думе III созыва заявил Ф. А. Головин. Были объявлены дополнительные выборы и в целях агитации большевистская московская организация с согласия ЦК выдвинула кандидатом Скворцова. Вскоре полиция произвела у него обыск и арестовала. В 1911 году Скворцов был выслан в Астраханскую губернию на 3 года. 14 марта 1911 года прибыл в Астрахань, затем в Енотаевск. В енотаевской ссылке женился на падчерице крупного коммуниста Лурье — Инне Николаевне Тиц-Скворцовой. В 1913 году вернулся из ссылки.
В июне 1914 года вошёл в редакцию нового большевистского еженедельного журнала «Рабочий труд» вместе с В. Н. Лосевым и В. И. Яхонтовым (июнь — июль 1914, № 1—4, тираж 7—10 тысяч экземпляров). Однако вскоре началась Первая мировая война. В годы войны И. И. Скворцов работал в московском обществе потребителей «Кооперация», где состоял товарищем председателя правления.
В 1917 году — член Московского комитета РСДРП(б), редактор «Известий» Московского совета, член редколлегии газеты «Социал-демократ». 25 июня 1917 года по списку РСДРП(б) избран гласным Московской городской думы. В октябре 1917 года — член Московского военно-революционного комитета. В ноябре 1917 г. — нарком финансов в первом составе СНК, однако назначение не принял и Москву не покинул (отказался под предлогом, что теоретик). В начале 1918 г. выступал против заключения мира с Германией, «левый коммунист». В 1918—1924 гг. сотрудник газеты «Правда», член редколлегии издательства ЦК РКП(б) «Коммунист», заместитель председателя Всесоюзного совета рабочей кооперации, заместитель председателя редколлегии Госиздата, член правления Центросоюза. Участник советско-польской войны 1920 года, был командирован на Западный фронт РСФСР, в составе временного революционного комитета Польши.
Преподавал на Пречистенских рабочих курсах.
Один из создателей политической цензуры. Автор публицистических статей. С 1925 года ответственный редактор газеты «Известия ЦИК СССР и ВЦИК», с 1927 года — зам. ответственного секретаря газеты «Правда», одновременно с 1926 года директор Института Ленина при ЦК ВКП(б).
В философской дискуссии 1920-х годов между механистами и диалектиками выступил одним из лидеров первых.
Ярый атеист, вместе с председателем Союза воинствующих безбожников Емельяном Ярославским — один из главных инициаторов атеистической пропагандистской кампании. Важную роль в истории научного атеизма в СССР сыграла полемика между Скворцовым-Степановым и М. Н. Покровским, считавшим, что в основе религии лежит страх перед смертью. Использовал при антирелигиозной пропаганде оригинальные приёмы: например, выступал от имени рядового верующего, который задавал вопрос: если церковь учит, что любая власть от Бога, то почему тогда церковь выступает против Советской власти? В 1926—1928 гг. ответственный редактор газеты «Ленинградская правда». Активный сторонник И. В. Сталина, в газетах партийной прессы «громил» сначала сторонников Л. Д. Троцкого, а затем Г. Е. Зиновьева и Л. Б. Каменева, чем оказал Сталину неоценимые услуги.
В 1921—1925 — член Центральной ревизионной комиссии РКП(б). С 1925 года член ЦК ВКП(б).
Умер в Сочи 8 октября 1928 года в 4 часа 30 минут от тяжёлой формы брюшного тифа. Был кремирован, и 12 октября 1928 года прах помещён в урне в Кремлёвской стене на Красной площади в Москве. Мозг изъят и передан в институт мозга.

## Работы
- Капитал и газеты // Вестник труда. — 1909. — № 2.
- Богданов А. А., Степанов И. Курс политической экономии. 1-й том — М., 1910; 2-й том (4 выпуска) — М., 1919—1920.
- Кунов Г., Скворцов-Степанов И. И. Происхождение нашего бога. — 1919 (в соавт. с Г. Куновым).
- С Красной армией на панскую Польшу: Впечатления и наблюдения. — [М.]: Госиздат, 1920.
- Скворцов-Степанов И. И. Электрификация РСФСР в связи с переходной фазой мирового хозяйства. — 1922.
- Степанов И. Очерк развития религиозных верований. — Ростов н/Д, 1922.
- Степанов И. Мысли о религии. — М.: Красная новь, 1922.
- Степанов И. О «Живой церкви». — М.: Московский рабочий, 1922.
- Скворцов-Степанов И. И. Мысли о религии. — Госполитиздат, 1959.
- Степанов И. Исторический материализм и современное естествознание. — 1925
- Степанов И. Диалектический материализм и деборинская школа. — М., 1928. — 160 с.
- Скворцов-Степанов И. И. Избранные произведения. 1930—1931. Т. 1—2.
- Скворцов-Степанов И. И. Избранное. — 1970.
- Скворцов-Степанов И. И. Избранные атеистические произведения. — 1959.
- Скворцов-Степанов И. И. Беседы о вере. — 1960.
- Деятели Октября о религии и церкви: Сб. — 1968.

## Память
- В 1931 году именем И. И. Скворцова-Степанова была названа Городская психиатрическая больница № 3 в Ленинграде.
- Именем Скворцова-Степанова названы улицы в трёх российских населённых пунктах: г. Тверь, г. Ялуторовск (Тюменская обл.) и с. Енотаевка (Астраханская обл.)
- Именем Скворцова-Степанова была названа московская типография издательства «Известия».
- В 1928—1993 годах Большой Путинковский переулок в Москве назывался проездом Скворцова-Степанова.